# Pundri
Pundri là một thành phố và là nơi đặt ủy ban đô thị (municipal committee) của quận Kaithal thuộc bang Haryana, Ấn Độ.

## Địa lý
Pundri có vị trí 29°45′B 76°33′Đ / 29,75°B 76,55°Đ Nó có độ cao trung bình là 224 mét (734 feet).

## Nhân khẩu
Theo điều tra dân số năm 2001 của Ấn Độ, Pundri có dân số 17.022 người. Phái nam chiếm 54% tổng số dân và phái nữ chiếm 46%. Pundri có tỷ lệ 61% biết đọc biết viết, cao hơn tỷ lệ trung bình toàn quốc là 59,5%: tỷ lệ cho phái nam là 68%, và tỷ lệ cho phái nữ là 54%. Tại Pundri, 14% dân số nhỏ hơn 6 tuổi.